# 眼纹噪鹛
眼纹噪鹛（学名：Ianthocincla ocellata），是画眉科噪鹛属的一种，分布于印度、缅甸、不丹、中国大陆和尼泊尔。该物种的保护状况被评为无危。
眼纹噪鹛的平均体重约为114.0克。栖息地包括温带森林、温带疏灌丛和亚热带或热带的湿润山地林。该物种的模式产地在喜马拉雅山脉。

## 亚种
- 眼纹噪鹛四川亚种（学名：Ianthocincla ocellata artemisiae）。分布于记录不详以及中国大陆的甘肃、湖北、四川、云南等地。该物种的模式产地在四川宝兴。[3]
- 眼纹噪鹛云南亚种（学名：Ianthocincla ocellata maculipectus）。分布于记录不详以及中国大陆的云南等地。该物种的模式产地在云南怒江和龙川江间山脉。[4]
- 眼纹噪鹛指名亚种（学名：Ianthocincla ocellata ocellatus）。分布于记录不详以及中国大陆的西藏等地。该物种的模式产地在喜马拉雅山脉。[5]